# Giōrgos Samaras
Giōrgos Samaras (in greco Γιώργος Σαμαράς?; Candia, 21 febbraio 1985) è un dirigente sportivo ed ex calciatore greco, di ruolo attaccante.
Cresciuto nelle giovanili dell'OFI Creta, Samaras si trasferisce nei Paesi Bassi nel 2000. Dopo un paio di stagioni, a 21 anni passa in Premier League, al Manchester City in cambio di 6 milioni di sterline. Con l'arrivo di Sven-Göran Eriksson alla guida tecnica dei Citizens, l'attaccante perde il posto in squadra e termina la fallimentare esperienza inglese trasferendosi in Scozia, dove ritrova il proprio gioco: con il Celtic segna 75 gol in sette stagioni, vince quattro campionati, una Coppa di Lega e due Coppe nazionali prima di tentare il ritorno in Premier.
Esordisce in nazionale nel 2006, partecipando a due Europei (2008 e 2012) e a due Mondiali (2010 e 2014): nel Mondiale del 2014, realizza su rigore la rete decisiva che porta la Grecia agli ottavi di finale di un Mondiale, turno mai raggiunto dalla Nazionale greca durante tutta la sua storia.

## Biografia
Appassionato di basket fin da giovane, spesso restava sveglio di notte per poter vedere in televisione il suo eroe, Michael Jordan. Nel 1994, all'età di 10 anni, si accasa all'OFI Creta, società nella quale gioca anche il padre, Ioannis, che si ritira nel 1996. Mentre il giovane Samaras gioca nelle giovanili dell'OFI Creta, suo padre entra nello staff tecnico, prima come responsabile dell'intero vivaio del club, poi come allenatore. L'influenza del padre nella carriera di Samaras è importante, tanto che durante la sua esperienza all'OFI Creta si allena tutti i giorni, potendo essere visionato costantemente dal padre.

## Caratteristiche tecniche
È descritto come un giocatore che ha tutte le doti necessarie per giocare in attacco. La sua altezza (193 cm) e la sua forza fisica rendono difficoltosa la marcatura in area per i difensori avversari, anche perché è bravo di testa, nonostante non sia un attaccante molto prolifico.
Samaras è anche un buon dribblatore, grazie alla sua tecnica, i piedi rapidi e l'agilità. Sfrutta queste sue caratteristiche per superare il diretto avversario, tuttavia in certe occasioni perde troppo tempo a gestire il pallone finendo per essere contrastato. Negli anni migliori era dotato anche di uno scatto abbastanza veloce, che gli consentiva di poter superare gli avversari anche in velocità, oltre che in dribbling o usando il fisico.
Buon assist-man, nonostante sia principalmente un centravanti, può giocare anche come esterno sinistro di centrocampo, aiutando anche in fase difensiva. Durante il suo periodo al Manchester City, Samaras ha espresso il suo disappunto nei confronti del tecnico Sven-Göran Eriksson, che lo schierava troppo spesso come esterno sinistro, ruolo non preferito dal giocatore. Tuttavia, in seguito al passaggio al Celtic, Samaras è stato maggiormente propenso a giocare come esterno sinistro. Il Daily Mail giustifica ciò, spiegando che il giocatore era più felice in Scozia e più disposto a giocare per la squadra. Il centravanti può svariare su tutto il fronte offensivo, spesso partendo largo, ma potendo giocare anche dietro i difensori centrali grazie alla propria velocità, sfruttando le sue diverse abilità per creare occasioni o spazi per i propri compagni di squadra, che preferisce coinvolgere nel gioco.
Nonostante il suo vasto bagaglio tecnico, Samaras ha fornito prestazioni altalenanti durante tutta la carriera. I suoi frequenti errori quando era in possesso della sfera, hanno causato malumori tra i tifosi, che spesso lo hanno accusato di essere «pigro».

## Carriera

### Club

#### OFI Creta ed Heerenveen
Nel 2000 si trasferisce all'Heerenveen, in Olanda. Il 26 ottobre 2002, a 17 anni, esordisce in Eredivisie contro l'Excelsior (2-0), subentrando nell'ultimo quarto d'ora a Stefan Selakovic. Il primo dicembre seguente gioca la sua seconda partita, entrando a 20' dal termine nuovamente al posto di Selakovic, e realizzando al 77' la rete che vale il pareggio esterno a Groninga (1-1). Al terzo gol in quattro partite, tutte da subentrato e giocando appena 70', il club decide d'inserire una clausola per il prolungamento del contratto di altri tre anni Termina l'annata con 5 gol in 16 presenze tra campionato e coppa.
Alla sua seconda stagione, Samaras esordisce e segna in Europa, andando in gol all'80' contro il Lierse, sfida valida per la Coppa Intertoto 2003 e che gli olandesi vincono per 4-1. In campionato si sblocca il 25 ottobre successivo, nel match perso 2-1 contro il N.E.C.. A fine anno conta 5 gol in 36 incontri.
L'11 settembre 2004 segna il suo primo gol stagionale contro il De Graafschap (2-0). Il 30 settembre seguente debutta anche in Coppa UEFA contro il Maccabi Petah Tiqwa (5-0). Il 22 aprile 2005 sigla la sua prima tripletta da professionista nel 7-1 rifilato all'RBC Roosendaal.
Alla sua quarta e ultima annata olandese, realizza il suo primo gol stagionale il 20 agosto 2005 contro il Roda JC (5-4). Il 30 dicembre 2005 realizza una doppietta in una vittoria per 4-2 sull'Ajax. Durante la sua esperienza olandese, Samaras totalizza 30 gol in 110 partite in tutte le competizioni.

#### Manchester City
Il 30 gennaio 2006, Samaras si trasferisce al Manchester City in cambio di 6 milioni di sterline, record per un giocatore greco. Ottiene la casacca numero 20. Il primo febbraio esordisce con i Citizens subentrando al 65' della sfida vinta per 3-0 in casa del Newcastle Utd al posto di Andy Cole. Il 12 febbraio successivo firma la sua prima rete in Inghilterra giocando contro il Charlton (3-2), dopo esser entrato nella ripresa per Trevor Sinclair. Il 5 marzo 2006, nel giro di due minuti segna due gol decidendo la sfida col Sunderland (2-1).
Nella sua seconda stagione inglese, Samaras si sblocca andando in gol in Football League Cup il 20 settembre 2006 in un incontro perso 2-1 contro il Chesterfield, club di Football League One. Quattro giorni più tardi, realizza una doppietta ai danni del West Ham Utd (2-0). A causa dello scarso rendimento, il City e anche Samaras, a metà stagione subiscono le critiche della tifoseria. Nel mese di dicembre, il tecnico dei Citizens Stuart Pearce critica apertamente Samaras, e lo stesso Pearce è criticato dai tifosi che gli contestano l'acquisto di Samaras e di altri giocatori stranieri che non hanno saputo adattarsi al calcio inglese. Il 2 gennaio 2007, dopo esser entrato nel secondo tempo al posto di Bernardo Corradi, Samaras marca due reti nel confronto con l'Everton (2-1), consentendo al City di ottenere i tre punti. Cinque giorni dopo, Samaras va in gol anche in FA Cup nell'1-1 contro lo Sheffield Weds. Nel marzo 2007 anche la stampa inglese critica Samaras, scrivendo che il Manchester City sta giocando male perché non ha attaccanti di qualità e che la spesa effettuata per acquistare il centravanti greco - £ 6 milioni - è sprecata per un giocatore che non si è ancora adattato allo stile calcistico inglese. Samaras chiude la stagione con 41 match e 6 gol in tutte le competizioni.
Nella stagione 2007-2008, Sven-Göran Eriksson subentra a Pearce sulla panchina del Manchester City: inizialmente il greco non rientra nei piani tecnici del nuovo allenatore ed è messo in vendita, per poi rientrare in rosa. Nelle gerarchie di Eriksson, Samaras è dietro a Valeri Bojinov e Rolando Bianchi, venendo convocato per la prima volta il 25 settembre 2007, per una sfida di Football League Cup contro il Norwich City: schierato titolare a fianco a Bianchi, Samaras realizza l'1-0 decisivo al 90' e trascina i suoi ai quarti di finale.
Nel gennaio del 2008 si trasferisce al Celtic, andando a giocare in SPL.
Termina la sua esperienza al Manchester City, considerata fallimentare, con 12 reti in 64 sfide.

#### Celtic Glasgow

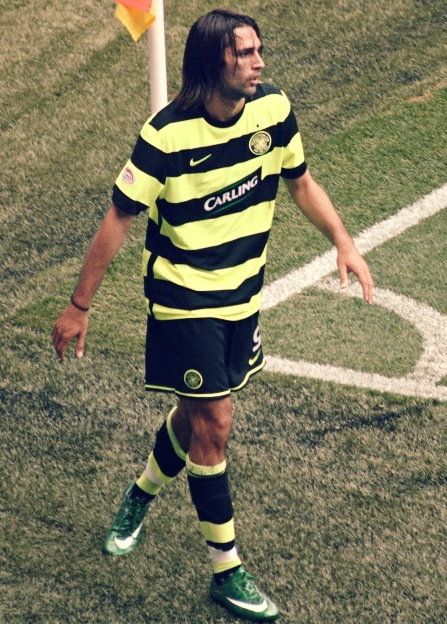
Samaras veste la maglia del Celtic

Il 29 gennaio 2008 firma un contratto semestrale con il Celtic, inizialmente in prestito con opzione per il rinnovo a fine stagione. Samaras motiva il suo passaggio in Scozia con il fatto di voler giocare per conquistare un posto in Nazionale in vista di Euro 2008 e per giocare le competizioni europee.. Nel giro di due settimane nel mese di febbraio esordisce e segna in Scottish Cup (contro il Kilmarnock, 5-1), debutta nel campionato scozzese (contro l'Aberdeen, 1-5), esordisce in UEFA Champions League contro il Barcellona subentrando nella ripresa a Jan Vennegoor of Hesselink (sfida persa 2-3) e segna la sua prima rete nella SPL ai danni dell'Inverness (2-1). Finisce la sua prima stagione scozzese con 6 realizzazioni in 21 partite, contribuendo attivamente al successo del Celtic nel campionato scozzese.
In seguito al suo periodo in prestito, Samaras il 15 luglio 2008 firma un triennale con il Celtic. Le cifre del passaggio si aggirano tra l'1 e i 3 milioni di sterline.
Durante l'annata, il centravanti greco realizza 5 doppiette contro Falkirk (3-0), Motherwell (4–2), Kilmarnock (3-1), Dundee Utd (2-2), e Hamilton Academical (4-0). Nel settembre 2009 è stato nominato giocatore del mese della SPL. Con 15 gol raggiunge la terza posizione nella classifica marcatori alle spalle di Kris Boyd e del compagno di squadra Scott McDonald.

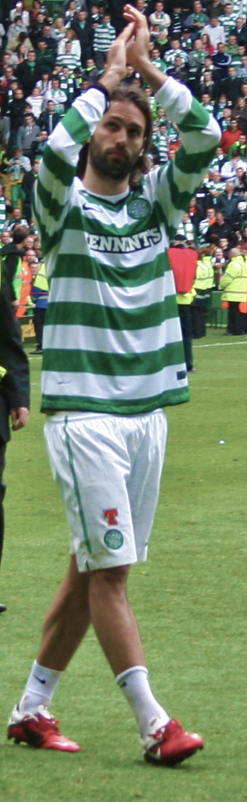
Samaras alla fine dell'ultima partita stagionale del Celtic nel 2011.

Al termine della passata stagione Gordon Strachan è rimpiazzato da Tony Mowbray alla guida dei Celts. Il 5 agosto 2009, Samaras mette a segno il suo primo gol in Champions League, andando in gol contro la Dinamo Mosca nei minuti di recupero del secondo tempo e consentendo al Celtic di passare il terzo turno di qualificazione, vincendo a Mosca per 2-0 dopo aver perso 1-0 all'andata. Il Celtic non vinceva in trasferta in campo europeo da sei anni. In seguito, gli scozzesi affrontano l'Arsenal e in seguito alla sconfitta complessiva di 5-1, retrocedono in Europa League. Il 17 settembre 2009, esordisce e segna il suo primo gol anche in Europa League, contro l'Hapoel Tel Aviv (2-1). Dal febbraio 2010, l'attaccante greco è schierato con più costanza nel ruolo di esterno sinistro. Conclude l'anno con 13 gol in 45 incontri complessivi.
Il greco inizia la stagione 2010-2011 segnando prima in Champions contro il Braga (2-1), poi in Europa League contro l'Utrecht (2-0), quindi il 22 settembre 2010 segna tre reti all'Inverness in Scottish League Cup (6-0). Nonostante questa partenza, le prime reti in campionato arrivano il 2 gennaio 2011 nel derby dell'Old Firm contro i Rangers, vinto per 0-2 con una doppietta di Samaras, che è schierato come unica punta in un 4-5-1.
Il 16 marzo successivo, Samaras scende per la prima volta in campo come capitano del Celtic in una partita di Coppa di Scozia vinta 2-1 sull'Inverness. Due giorni dopo rinnova il contratto coi Celts fino a giugno 2014. A fine stagione conta 7 reti in 34 presenze complessive e 3 gol in SPL, conquistando la sua prima Coppa di Scozia.
Il primo gol della stagione 2011-2012 arriva alla sedicesima giornata di campionato, in un 5-0 rifilato al St. Mirren. Il 24 dicembre firma una doppietta contro il Kilmarnock (2–1). Termina l'annata con 6 gol in 38 presenze, vincendo il suo secondo campionato scozzese.
Durante la stagione 2012-2013 torna a esprimersi su buoni livelli, ritrovando la via del gol in Champions League: l'8 agosto 2012 segna una rete nel 2-0 inflitto all'HJK. In Champions, il Celtic raggiunge gli ottavi, perdendo contro la Juventus, dopo aver superato il proprio girone comprendente Benfica, Barcellona e Spartak Mosca. In questa edizione, Samaras diviene il primo giocatore nella storia del Celtic a segnare in cinque partite diverse in una competizione europea (va a segno contro HJK, Helsingborg, Spartak Mosca, Barcellona e Benfica). A Glasgow, è ritenuto uno dei giocatori simbolo e tra i migliori della squadra, assieme a Kris Commons e Gary Hooper. A fine stagione vince il double campionato-coppa, contribuendo alle vittorie dei Celts con un totale di 14 marcature in 40 sfide.
Il 17 luglio 2013 debutta nella nuova stagione segnando in Champions contro il Cliftonville (0-3). Il 28 settembre seguente marca una tripletta ai danni del Kilmarnock (5-2). A fine anno conta 4 gol in Champions e 7 in Scottish Premiership in 32 match complessivi.
L'11 maggio, dopo aver vinto il suo quarto campionato scozzese, il terzo consecutivo, il Celtic decide di non rinnovargli il contratto, lasciandolo senza squadra.
Termina la sua esperienza in Scozia con 74 gol in 250 incontri in tutte le competizioni.

#### West Bromwich, Al-Hilal e l'avventura nella NASL
Il 22 agosto 2014 si trasferisce a costo zero al West Bromwich, firmando un biennale. Il 13 settembre 2014 debutta con il WBA contro l'Everton (0-2), ritornando in Premier League dopo 6 anni. Dopo 8 match con il West Bromwich, il 5 febbraio 2015 Samaras passa in prestito fino al termine della stagione al club saudita dell'Al-Hilal, con un'opzione per il rinnovo del prestito a fine stagione. Una settimana più tardi, gioca la finale della Coppa della Corona del Principe saudita contro l'Al-Ahli che, nonostante un suo gol, l'Al-Hilal perde 2-1. A prestito terminato, l'attaccante greco torna in Inghilterra, dove il 17 luglio 2015, rescinde consensualmente il contratto che lo legava al WBA.
Il 10 marzo 2016 si accorda con il Rayo OKC, club militante nella NASL.

#### Real Saragozza
Il 7 febbraio 2017 firma un contratto fino al termine della stagione con il Real Saragozza, formazione della seconda divisione spagnola.

### Nazionale

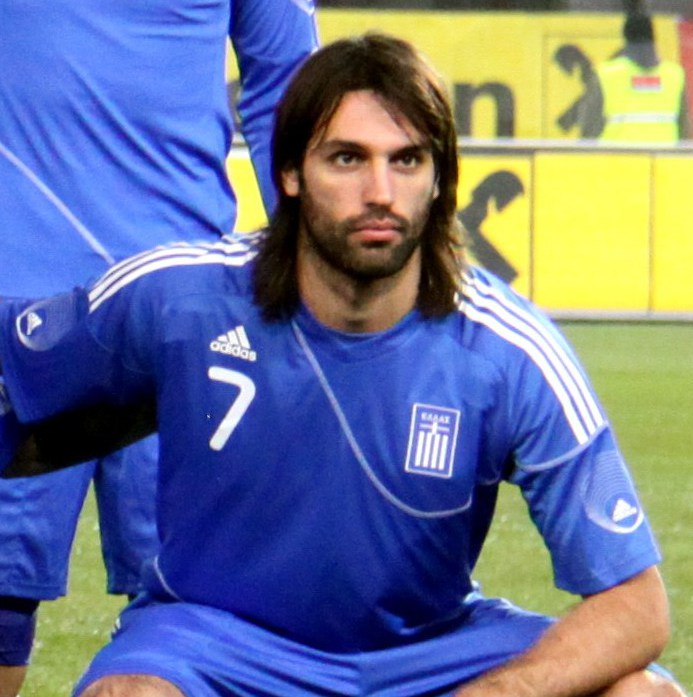
Samaras indossa la divisa della Nazionale greca nel novembre 2010

Samaras poteva essere eleggibile anche nella nazionale australiana, per via delle origini del padre, nato a Melbourne. Samaras decide di giocare per la Grecia, seguendo le orme del padre.
Il 28 febbraio 2006 debutta in un'amichevole contro la Bielorussia, segnando anche l'unica rete del match.
Ha contribuito alla qualificazione della Grecia a Euro 2008, giocando quasi tutti gli incontri di qualificazione e una sola partita dell'Europeo, contro la Svezia, persa 0-2. Risulta decisivo durante le qualificazioni al Mondiale 2010, servendo l'assist per l'1-0 di Dimitris Salpingidis che consente alla Grecia di battere l'Ucraina, vincendo lo spareggio che assegna un posto al Mondiale sudafricano. Il primo giugno 2010, Samaras è selezionato tra i 23 che parteciperanno al Mondiale 2010. Secondo ESPN, al momento è il secondo miglior giocatore greco dietro a Giōrgos Karagkounīs. Gioca tutte e tre le partite del Mondiale e la Grecia esce alla fase a gironi.
Il centravanti continua ad essere convocato anche per le qualificazioni ad Euro 2012: vincendo il proprio girone di qualificazione, durante il quale Samaras risulta decisivo, la Grecia accede alla rassegna europea. La Grecia raggiunge gli ottavi di finale, uscendo contro la Germania (4-2) nell'unica sfida dell'Europeo nella quale Samaras va a segno. Prende parte anche alle qualificazioni per il Mondiale 2014, competizione alla quale la Grecia accede nuovamente tramite lo spareggio, vinto questa volta contro la Romania (4-2). Al Mondiale, Samaras si rende protagonista nella terza sfida della fase a gironi, realizzando prima il parziale 1-0, poi il definitivo 2-1 su rigore al 93' contro la Costa d'Avorio e trascinando la Grecia a un traguardo storico: gli ellenici infatti non erano mai approdati agli ottavi della rassegna mondiale nella loro storia.

## Statistiche

### Presenze e reti nei club
| Stagione               | Squadra                | Campionato             | Campionato | Campionato | Coppe nazionali | Coppe nazionali | Coppe nazionali | Coppe continentali | Coppe continentali | Coppe continentali | Altre coppe | Altre coppe | Altre coppe | Totale | Totale |
| Stagione               | Squadra                | Comp                   | Pres       | Reti       | Comp            | Pres            | Reti            | Comp               | Pres               | Reti               | Comp        | Pres        | Reti        | Pres   | Reti   |
| ---------------------- | ---------------------- | ---------------------- | ---------- | ---------- | --------------- | --------------- | --------------- | ------------------ | ------------------ | ------------------ | ----------- | ----------- | ----------- | ------ | ------ |
| 2002-2003              | Heerenveen             | ED                     | 15         | 4          | CO              | 1               | 1               | -                  | -                  | -                  | -           | -           | -           | 16     | 5      |
| 2003-2004              | Heerenveen             | ED                     | 27         | 4          | CO              | 3               | 0               | Int                | 6                  | 1                  | -           | -           | -           | 36     | 5      |
| 2004-2005              | Heerenveen             | ED                     | 31         | 11         | CO              | 1               | 0               | CU                 | 5                  | 0                  | -           | -           | -           | 37     | 11     |
| 2005-gen. 2006         | Heerenveen             | ED                     | 15         | 6          | CO              | 1               | 1               | CU                 | 5                  | 2                  | -           | -           | -           | 21     | 9      |
| Totale Heerenveen      | Totale Heerenveen      | Totale Heerenveen      | 88         | 25         |                 | 6               | 2               |                    | 16                 | 3                  |             | -           | -           | 110    | 30     |
| gen.-giu. 2006         | Manchester City        | PL                     | 14         | 4          | FACup+CdL       | 2+0             | 1               | -                  | -                  | -                  | -           | -           | -           | 16     | 5      |
| 2006-2007              | Manchester City        | PL                     | 35         | 4          | FACup+CdL       | 5+1             | 1+1             | -                  | -                  | -                  | -           | -           | -           | 41     | 6      |
| 2007-gen. 2008         | Manchester City        | PL                     | 5          | 0          | FACup+CdL       | 0+2             | 1               | -                  | -                  | -                  | -           | -           | -           | 7      | 1      |
| Totale Manchester City | Totale Manchester City | Totale Manchester City | 54         | 8          |                 | 10              | 4               |                    | -                  | -                  |             | -           | -           | 64     | 12     |
| gen.-giu. 2008         | Celtic                 | SPL                    | 16         | 5          | SC+SLC          | 3+0             | 1               | UCL                | 2                  | 0                  | -           | -           | -           | 21     | 6      |
| 2008-2009              | Celtic                 | SPL                    | 31         | 15         | SC+SLC          | 2+3             | 0+2             | UCL                | 4                  | 0                  | -           | -           | -           | 40     | 17     |
| 2009-2010              | Celtic                 | SPL                    | 32         | 10         | SC+SLC          | 4+1             | 0               | UCL+UEL            | 3+5                | 1+2                | -           | -           | -           | 45     | 13     |
| 2010-2011              | Celtic                 | SPL                    | 22         | 3          | SC+SLC          | 5+3             | 0+3             | UCL+UEL            | 2+2                | 0+1                | -           | -           | -           | 34     | 7      |
| 2011-2012              | Celtic                 | SPL                    | 26         | 4          | SC+SLC          | 4+1             | 2+0             | UEL                | 7                  | 0                  | -           | -           | -           | 38     | 6      |
| 2012-2013              | Celtic                 | SPL                    | 25         | 9          | SC+SLC          | 4+1             | 0               | UCL                | 10                 | 5                  | -           | -           | -           | 40     | 14     |
| 2013-2014              | Celtic                 | SP                     | 19         | 7          | SC+SLC          | 1+0             | 0               | UCL                | 12                 | 4                  | -           | -           | -           | 32     | 11     |
| Totale Celtic          | Totale Celtic          | Totale Celtic          | 171        | 53         |                 | 32              | 8               |                    | 47                 | 13                 |             | -           | -           | 250    | 74     |
| 2014-gen. 2015         | West Bromwich          | PL                     | 5          | 0          | FACup+CdL       | 1+2             | 0               | -                  | -                  | -                  | -           | -           | -           | 8      | 0      |
| gen.-giu. 2015         | Al-Hilal               | SPL                    | 5          | 0          | CPC             | 2               | 1               | ACL                | 3                  | 0                  | KCC         | 1           | 1           | 11     | 2      |
| 2016                   | Rayo OKC               | NASL                   | 23+1       | 2          | USOC            | 1               | 0               | -                  | -                  | -                  | -           | -           | -           | 25     | 2      |
| gen.-giu. 2017         | Real Saragozza         | SD                     | 7          | 0          | CR              | -               | -               | -                  | -                  | -                  | -           | -           | -           | 7      | 0      |
| 2017-2018              | Samsunspor             | 1L                     | 25         | 2          | TK              | 1               | 0               | -                  | -                  | -                  | -           | -           | -           | 26     | 2      |
| Totale carriera        | Totale carriera        | Totale carriera        | 379        | 90         |                 | 55              | 15              |                    | 66                 | 16                 |             | 1           | 1           | 501    | 122    |

### Cronologia presenze e reti in nazionale
| Cronologia completa delle presenze e delle reti in nazionale ― Grecia | Cronologia completa delle presenze e delle reti in nazionale ― Grecia | Cronologia completa delle presenze e delle reti in nazionale ― Grecia | Cronologia completa delle presenze e delle reti in nazionale ― Grecia | Cronologia completa delle presenze e delle reti in nazionale ― Grecia | Cronologia completa delle presenze e delle reti in nazionale ― Grecia | Cronologia completa delle presenze e delle reti in nazionale ― Grecia | Cronologia completa delle presenze e delle reti in nazionale ― Grecia |
| Data                                                                  | Città                                                                 | In casa                                                               | Risultato                                                             | Ospiti                                                                | Competizione                                                          | Reti                                                                  | Note                                                                  |
| --------------------------------------------------------------------- | --------------------------------------------------------------------- | --------------------------------------------------------------------- | --------------------------------------------------------------------- | --------------------------------------------------------------------- | --------------------------------------------------------------------- | --------------------------------------------------------------------- | --------------------------------------------------------------------- |
| 28-2-2006                                                             | Limassol                                                              | Bielorussia                                                           | 0 – 1                                                                 | Grecia                                                                | Amichevole                                                            | 1                                                                     |                                                                       |
| 1-3-2006                                                              | Nicosia                                                               | Grecia                                                                | 2 – 0                                                                 | Kazakistan                                                            | Amichevole                                                            | 1                                                                     | 46’                                                                   |
| 25-5-2006                                                             | Melbourne                                                             | Australia                                                             | 1 – 0                                                                 | Grecia                                                                | Amichevole                                                            | -                                                                     | 46’                                                                   |
| 16-8-2006                                                             | Manchester                                                            | Inghilterra                                                           | 4 – 0                                                                 | Grecia                                                                | Amichevole                                                            | -                                                                     | 46’                                                                   |
| 7-10-2006                                                             | Atene                                                                 | Grecia                                                                | 1 – 0                                                                 | Norvegia                                                              | Qual. Euro 2008                                                       | -                                                                     | 44’                                                                   |
| 11-10-2006                                                            | Zenica                                                                | Bosnia ed Erzegovina                                                  | 0 – 4                                                                 | Grecia                                                                | Qual. Euro 2008                                                       | 1                                                                     |                                                                       |
| 15-11-2006                                                            | Saint-Denis                                                           | Francia                                                               | 1 – 0                                                                 | Grecia                                                                | Amichevole                                                            | -                                                                     |                                                                       |
| 6-2-2007                                                              | Londra                                                                | Grecia                                                                | 0 – 1                                                                 | Corea del Sud                                                         | Amichevole                                                            | -                                                                     | 46’                                                                   |
| 24-3-2007                                                             | Atene                                                                 | Grecia                                                                | 1 – 4                                                                 | Turchia                                                               | Qual. Euro 2008                                                       | -                                                                     |                                                                       |
| 28-3-2007                                                             | Ta' Qali                                                              | Malta                                                                 | 0 – 1                                                                 | Grecia                                                                | Qual. Euro 2008                                                       | -                                                                     | 90+2’                                                                 |
| 6-6-2007                                                              | Candia                                                                | Grecia                                                                | 2 – 1                                                                 | Moldavia                                                              | Qual. Euro 2008                                                       | -                                                                     | 71’                                                                   |
| 12-9-2007                                                             | Oslo                                                                  | Norvegia                                                              | 2 – 2                                                                 | Grecia                                                                | Qual. Euro 2008                                                       | -                                                                     | 76’ 89’                                                               |
| 17-10-2007                                                            | Istanbul                                                              | Turchia                                                               | 0 – 1                                                                 | Grecia                                                                | Qual. Euro 2008                                                       | -                                                                     | 59’                                                                   |
| 21-11-2007                                                            | Budapest                                                              | Ungheria                                                              | 1 – 2                                                                 | Grecia                                                                | Qual. Euro 2008                                                       | -                                                                     | 46’                                                                   |
| 5-2-2008                                                              | Nicosia                                                               | Grecia                                                                | 1 – 0                                                                 | Rep. Ceca                                                             | Amichevole                                                            | -                                                                     | 63’                                                                   |
| 26-3-2008                                                             | Düsseldorf                                                            | Grecia                                                                | 2 – 1                                                                 | Portogallo                                                            | Amichevole                                                            | -                                                                     | 46’                                                                   |
| 24-5-2008                                                             | Budapest                                                              | Ungheria                                                              | 3 – 2                                                                 | Grecia                                                                | Amichevole                                                            | -                                                                     | 46’                                                                   |
| 1-6-2008                                                              | Offenbach am Main                                                     | Grecia                                                                | 0 – 0                                                                 | Armenia                                                               | Amichevole                                                            | -                                                                     | 46’                                                                   |
| 10-6-2008                                                             | Salisburgo                                                            | Grecia                                                                | 0 – 2                                                                 | Svezia                                                                | Euro 2008 - 1º turno                                                  | -                                                                     | 46’                                                                   |
| 10-9-2008                                                             | Riga                                                                  | Lettonia                                                              | 0 – 2                                                                 | Grecia                                                                | Qual. Mondiali 2010                                                   | -                                                                     | 88’                                                                   |
| 11-10-2008                                                            | Atene                                                                 | Grecia                                                                | 3 – 0                                                                 | Moldavia                                                              | Qual. Mondiali 2010                                                   | -                                                                     | 12’ 70’                                                               |
| 15-10-2008                                                            | Atene                                                                 | Grecia                                                                | 1 – 2                                                                 | Svizzera                                                              | Qual. Mondiali 2010                                                   | -                                                                     | 62’                                                                   |
| 11-2-2009                                                             | Atene                                                                 | Grecia                                                                | 1 – 1                                                                 | Danimarca                                                             | Amichevole                                                            | -                                                                     |                                                                       |
| 28-3-2009                                                             | Ramat Gan                                                             | Israele                                                               | 1 – 1                                                                 | Grecia                                                                | Qual. Mondiali 2010                                                   | -                                                                     | 61’                                                                   |
| 1-4-2009                                                              | Candia                                                                | Grecia                                                                | 2 – 1                                                                 | Israele                                                               | Qual. Mondiali 2010                                                   | 1                                                                     | 63’                                                                   |
| 12-8-2009                                                             | Bydgoszcz                                                             | Polonia                                                               | 2 – 0                                                                 | Grecia                                                                | Amichevole                                                            | -                                                                     |                                                                       |
| 5-9-2009                                                              | Basilea                                                               | Svizzera                                                              | 2 – 0                                                                 | Grecia                                                                | Qual. Mondiali 2010                                                   | -                                                                     | 46’                                                                   |
| 9-9-2009                                                              | Chișinău                                                              | Moldavia                                                              | 1 – 1                                                                 | Grecia                                                                | Qual. Mondiali 2010                                                   | -                                                                     |                                                                       |
| 10-10-2009                                                            | Atene                                                                 | Grecia                                                                | 5 – 2                                                                 | Lettonia                                                              | Qual. Mondiali 2010                                                   | 1                                                                     | 50’                                                                   |
| 14-11-2009                                                            | Atene                                                                 | Grecia                                                                | 0 – 0                                                                 | Ucraina                                                               | Qual. Mondiali 2010                                                   | -                                                                     |                                                                       |
| 18-11-2009                                                            | Donec'k                                                               | Ucraina                                                               | 0 – 1                                                                 | Grecia                                                                | Qual. Mondiali 2010                                                   | -                                                                     | 63’                                                                   |
| 3-3-2010                                                              | Volos                                                                 | Grecia                                                                | 0 – 2                                                                 | Senegal                                                               | Amichevole                                                            | -                                                                     | 66’                                                                   |
| 25-5-2010                                                             | Altach                                                                | Corea del Nord                                                        | 2 – 2                                                                 | Grecia                                                                | Amichevole                                                            | -                                                                     | 46’                                                                   |
| 2-6-2010                                                              | San Gallo                                                             | Paraguay                                                              | 2 – 0                                                                 | Grecia                                                                | Amichevole                                                            | -                                                                     |                                                                       |
| 12-6-2010                                                             | Port Elizabeth                                                        | Corea del Sud                                                         | 2 – 0                                                                 | Grecia                                                                | Mondiali 2010 - 1º turno                                              | -                                                                     | 59’                                                                   |
| 17-6-2010                                                             | Bloemfontein                                                          | Grecia                                                                | 2 – 1                                                                 | Nigeria                                                               | Mondiali 2010 - 1º turno                                              | -                                                                     | 37’ 88’                                                               |
| 22-6-2010                                                             | Polokwane                                                             | Grecia                                                                | 0 – 2                                                                 | Argentina                                                             | Mondiali 2010 - 1º turno                                              | -                                                                     |                                                                       |
| 11-8-2010                                                             | Belgrado                                                              | Serbia                                                                | 0 – 1                                                                 | Grecia                                                                | Amichevole                                                            | -                                                                     |                                                                       |
| 3-9-2010                                                              | Atene                                                                 | Grecia                                                                | 1 – 1                                                                 | Georgia                                                               | Qual. Euro 2012                                                       | -                                                                     | 37’ 59’                                                               |
| 7-9-2010                                                              | Zagabria                                                              | Croazia                                                               | 0 – 0                                                                 | Grecia                                                                | Qual. Euro 2012                                                       | -                                                                     |                                                                       |
| 8-10-2010                                                             | Atene                                                                 | Grecia                                                                | 1 – 0                                                                 | Lettonia                                                              | Qual. Euro 2012                                                       | -                                                                     |                                                                       |
| 12-10-2010                                                            | Atene                                                                 | Grecia                                                                | 2 – 1                                                                 | Israele                                                               | Qual. Euro 2012                                                       | -                                                                     | 81’                                                                   |
| 17-11-2010                                                            | Vienna                                                                | Austria                                                               | 1 – 2                                                                 | Grecia                                                                | Amichevole                                                            | 1                                                                     |                                                                       |
| 26-3-2011                                                             | Ta' Qali                                                              | Malta                                                                 | 0 – 1                                                                 | Grecia                                                                | Qual. Euro 2012                                                       | -                                                                     |                                                                       |
| 29-3-2011                                                             | Atene                                                                 | Grecia                                                                | 0 – 0                                                                 | Polonia                                                               | Amichevole                                                            | -                                                                     | 77’                                                                   |
| 10-8-2011                                                             | Sarajevo                                                              | Bosnia ed Erzegovina                                                  | 0 – 0                                                                 | Grecia                                                                | Amichevole                                                            | -                                                                     | 85’                                                                   |
| 2-9-2011                                                              | Tel Aviv                                                              | Israele                                                               | 0 – 1                                                                 | Grecia                                                                | Qual. Euro 2012                                                       | -                                                                     |                                                                       |
| 6-9-2011                                                              | Riga                                                                  | Lettonia                                                              | 1 – 1                                                                 | Grecia                                                                | Qual. Euro 2012                                                       | -                                                                     |                                                                       |
| 7-10-2011                                                             | Atene                                                                 | Grecia                                                                | 2 – 0                                                                 | Croazia                                                               | Qual. Euro 2012                                                       | 1                                                                     | 65’                                                                   |
| 11-11-2011                                                            | Atene                                                                 | Grecia                                                                | 1 – 1                                                                 | Russia                                                                | Amichevole                                                            | -                                                                     | 56’                                                                   |
| 15-11-2011                                                            | Altach                                                                | Grecia                                                                | 1 – 3                                                                 | Romania                                                               | Amichevole                                                            | -                                                                     | 46’                                                                   |
| 29-2-2012                                                             | Candia                                                                | Grecia                                                                | 1 – 1                                                                 | Belgio                                                                | Amichevole                                                            | -                                                                     | 77’                                                                   |
| 26-5-2012                                                             | Kufstein                                                              | Grecia                                                                | 1 – 1                                                                 | Slovenia                                                              | Amichevole                                                            | -                                                                     | 46’                                                                   |
| 31-5-2012                                                             | Kufstein                                                              | Armenia                                                               | 0 – 1                                                                 | Grecia                                                                | Amichevole                                                            | -                                                                     | 46’                                                                   |
| 8-6-2012                                                              | Varsavia                                                              | Polonia                                                               | 1 – 1                                                                 | Grecia                                                                | Euro 2012 - 1º turno                                                  | -                                                                     |                                                                       |
| 12-6-2012                                                             | Breslavia                                                             | Rep. Ceca                                                             | 2 – 1                                                                 | Grecia                                                                | Euro 2012 - 1º turno                                                  | -                                                                     |                                                                       |
| 16-6-2012                                                             | Varsavia                                                              | Grecia                                                                | 1 – 0                                                                 | Russia                                                                | Euro 2012 - 1º turno                                                  | -                                                                     |                                                                       |
| 22-6-2012                                                             | Danzica                                                               | Germania                                                              | 4 – 2                                                                 | Grecia                                                                | Euro 2012 - Quarti di finale                                          | 1                                                                     | 14’                                                                   |
| 15-8-2012                                                             | Oslo                                                                  | Norvegia                                                              | 2 – 3                                                                 | Grecia                                                                | Amichevole                                                            | -                                                                     | 46’                                                                   |
| 7-9-2012                                                              | Riga                                                                  | Lettonia                                                              | 1 – 2                                                                 | Grecia                                                                | Qual. Mondiali 2014                                                   | -                                                                     | 46’ 68’                                                               |
| 12-10-2012                                                            | Atene                                                                 | Grecia                                                                | 0 – 0                                                                 | Bosnia ed Erzegovina                                                  | Qual. Mondiali 2014                                                   | -                                                                     | 17’                                                                   |
| 16-10-2012                                                            | Bratislava                                                            | Slovacchia                                                            | 0 – 1                                                                 | Grecia                                                                | Qual. Mondiali 2014                                                   | -                                                                     |                                                                       |
| 14-11-2012                                                            | Dublino                                                               | Irlanda                                                               | 0 – 1                                                                 | Grecia                                                                | Amichevole                                                            | -                                                                     | 46’                                                                   |
| 22-3-2013                                                             | Zenica                                                                | Bosnia ed Erzegovina                                                  | 3 – 1                                                                 | Grecia                                                                | Qual. Mondiali 2014                                                   | -                                                                     |                                                                       |
| 7-6-2013                                                              | Vilnius                                                               | Lituania                                                              | 0 – 1                                                                 | Grecia                                                                | Qual. Mondiali 2014                                                   | -                                                                     | 55’                                                                   |
| 10-9-2013                                                             | Atene                                                                 | Grecia                                                                | 1 – 0                                                                 | Lettonia                                                              | Qual. Mondiali 2014                                                   | -                                                                     | 87’                                                                   |
| 11-10-2013                                                            | Atene                                                                 | Grecia                                                                | 1 – 0                                                                 | Slovacchia                                                            | Qual. Mondiali 2014                                                   | -                                                                     |                                                                       |
| 15-10-2013                                                            | Il Pireo                                                              | Grecia                                                                | 2 – 0                                                                 | Liechtenstein                                                         | Qual. Mondiali 2014                                                   | -                                                                     | 70’                                                                   |
| 15-11-2013                                                            | Atene                                                                 | Grecia                                                                | 3 – 1                                                                 | Romania                                                               | Qual. Mondiali 2014                                                   | -                                                                     |                                                                       |
| 19-11-2013                                                            | Bucarest                                                              | Romania                                                               | 1 – 1                                                                 | Grecia                                                                | Qual. Mondiali 2014                                                   | -                                                                     |                                                                       |
| 5-3-2014                                                              | Atene                                                                 | Grecia                                                                | 0 – 2                                                                 | Corea del Sud                                                         | Amichevole                                                            | -                                                                     |                                                                       |
| 31-5-2014                                                             | Oeiras                                                                | Portogallo                                                            | 0 – 0                                                                 | Grecia                                                                | Amichevole                                                            | -                                                                     | 86’                                                                   |
| 3-6-2014                                                              | Chester                                                               | Nigeria                                                               | 0 – 0                                                                 | Grecia                                                                | Amichevole                                                            | -                                                                     | 74’                                                                   |
| 6-6-2014                                                              | Harrison                                                              | Grecia                                                                | 2 – 1                                                                 | Bolivia                                                               | Amichevole                                                            | -                                                                     | 78’                                                                   |
| 14-6-2014                                                             | Belo Horizonte                                                        | Colombia                                                              | 3 – 0                                                                 | Grecia                                                                | Mondiali 2014 - 1º turno                                              | -                                                                     |                                                                       |
| 19-6-2014                                                             | Natal                                                                 | Giappone                                                              | 0 – 0                                                                 | Grecia                                                                | Mondiali 2014 - 1º turno                                              | -                                                                     | 54’                                                                   |
| 24-6-2014                                                             | Fortaleza                                                             | Grecia                                                                | 2 – 1                                                                 | Costa d'Avorio                                                        | Mondiali 2014 - 1º turno                                              | 1                                                                     |                                                                       |
| 29-6-2014                                                             | Recife                                                                | Grecia                                                                | 1 – 1 dts (3 – 5 dtr)                                                 | Costa Rica                                                            | Mondiali 2014 - Ottavi di finale                                      | -                                                                     |                                                                       |
| 7-9-2014                                                              | Il Pireo                                                              | Grecia                                                                | 0 – 1                                                                 | Romania                                                               | Qual. Euro 2016                                                       | -                                                                     | 46’                                                                   |
| 11-10-2014                                                            | Helsinki                                                              | Finlandia                                                             | 1 – 1                                                                 | Grecia                                                                | Qual. Euro 2016                                                       | -                                                                     | 81’                                                                   |
| 14-10-2014                                                            | Il Pireo                                                              | Grecia                                                                | 0 – 2                                                                 | Irlanda del Nord                                                      | Qual. Euro 2016                                                       | -                                                                     | 33’ 67’                                                               |
| Totale                                                                |                                                                       | Presenze (11º posto)                                                  | 81                                                                    |                                                                       | Reti                                                                  | 9                                                                     |                                                                       |

## Palmarès

### Club

#### Competizioni nazionali
- Campionato scozzese: 4

Celtic: 2007-2008, 2011-2012, 2012-2013, 2013-2014
- Coppa di Scozia: 2

Celtic: 2010-2011, 2012-2013
- Coppa di Lega scozzese: 1

Celtic: 2008-2009
- King Cup of Champions: 1

Al-Hilal: 2015